# برد رنفرو
برد رنفرو (انگلیسی: Brad Renfro; ۲۵ ژوئیهٔ ۱۹۸۲ – ۱۵ ژانویهٔ ۲۰۰۸) یک هنرپیشه اهل ایالات متحده آمریکا بود. وی بین سال‌های ۱۹۹۳ تا ۲۰۰۷ میلادی فعالیت می‌کرد.
او در سن بیست و پنج سالگی به علت مصرف بیش از حد هروئین درگذشت. فیلم سینمایی خبرچین‌ها آخرین اثر بجا مانده از اوست.

## فیلم‌شناسی
از فیلم‌ها یا برنامه‌های تلویزیونی که وی در آن نقش داشته‌است می‌توان به دنیای روح، شاگرد توانا، خفتگان، چادرنشینان شاد، دهم و گرگ، دروغ‌گفتن در آمریکا و شیطان وحشی اشاره کرد.